# 雲谷寺 (沼田市)
雲谷寺（うんこくじ）は、群馬県沼田市白沢町高平にある曹洞宗の寺院。山号は武尊山、本尊は地蔵菩薩。

## 歴史
1330年（元徳2年）、天印保宥によって開山された。元禄11年（1698年）の書付によれば天印和尚を開山、当地の地頭・大友氏を開基として創建されたという。同書付および『加沢記』によれば、薩摩国雲谷寺の末寺だったという。当初は高平山、また後に保鷹山と号し、その場所も雨乞山であったとされる。
沼田は新田義貞の子・義宗が戦死した地であり、当寺の裏山には義宗の墓とされる五輪塔がある。この五輪塔は三基あり、左から順に「聖慶禅尼」、無銘、「長州禅門水禅」と彫られている。義宗の墓は中央の無銘の五輪塔で、聖慶禅尼は義宗夫人の墓、長州禅門水禅は船田長門守経政（新田氏の執事）の墓といわれている。当寺の開山は新田義宗であるともいう。
『加沢記』によれば、関東管領上杉憲政が当寺に一時身を寄せている。憲政は上野国（現・群馬県）にも居られなくなり、最終的に越後国（現・新潟県）に落ち延び、長尾景虎（後の上杉謙信）に保護されることになった。
当寺の鐘銘の写しによれば、建崗首座が亡父・玉山崗公（沼田憲義？）のために文明5年（1473年）に鐘を再興したという。この鐘は持ち去られて頼岳寺（長野県茅野市）にあったようである。
また前掲書付によると、天文年間（16世紀中期）ごろ当寺が無住となった折、舒林寺（沼田市材木町）の庭庵和尚が当寺で隠居して以来、舒林寺の末寺となったという。
真田昌幸によって再興されたため、彼を中興開基としている。

## 文化財
沼田市指定重要文化財
- 五輪塔（昭和57年2月3日指定）[6] - 昭和初年に数百メートル離れた場所で発見され、この場所に移された。安山岩製。向かって左の塔は上部三輪と下部二輪が別物で、地輪に「聖慶禅尼 生年廿八」「文和三甲午（1354年）十月十三日申剋死去」との銘文があり、中央の塔は無銘。向かって右の塔は上部二輪と下部三輪が別物で、「長州禅門永祥 午 六十一」「応安三年庚戌（1370年）十月廿九日 逆修畣 敬白」の銘文がある[7][8]。

沼田市指定天然記念物
- 雲谷寺の大杉（平成8年2月28日指定）[9]

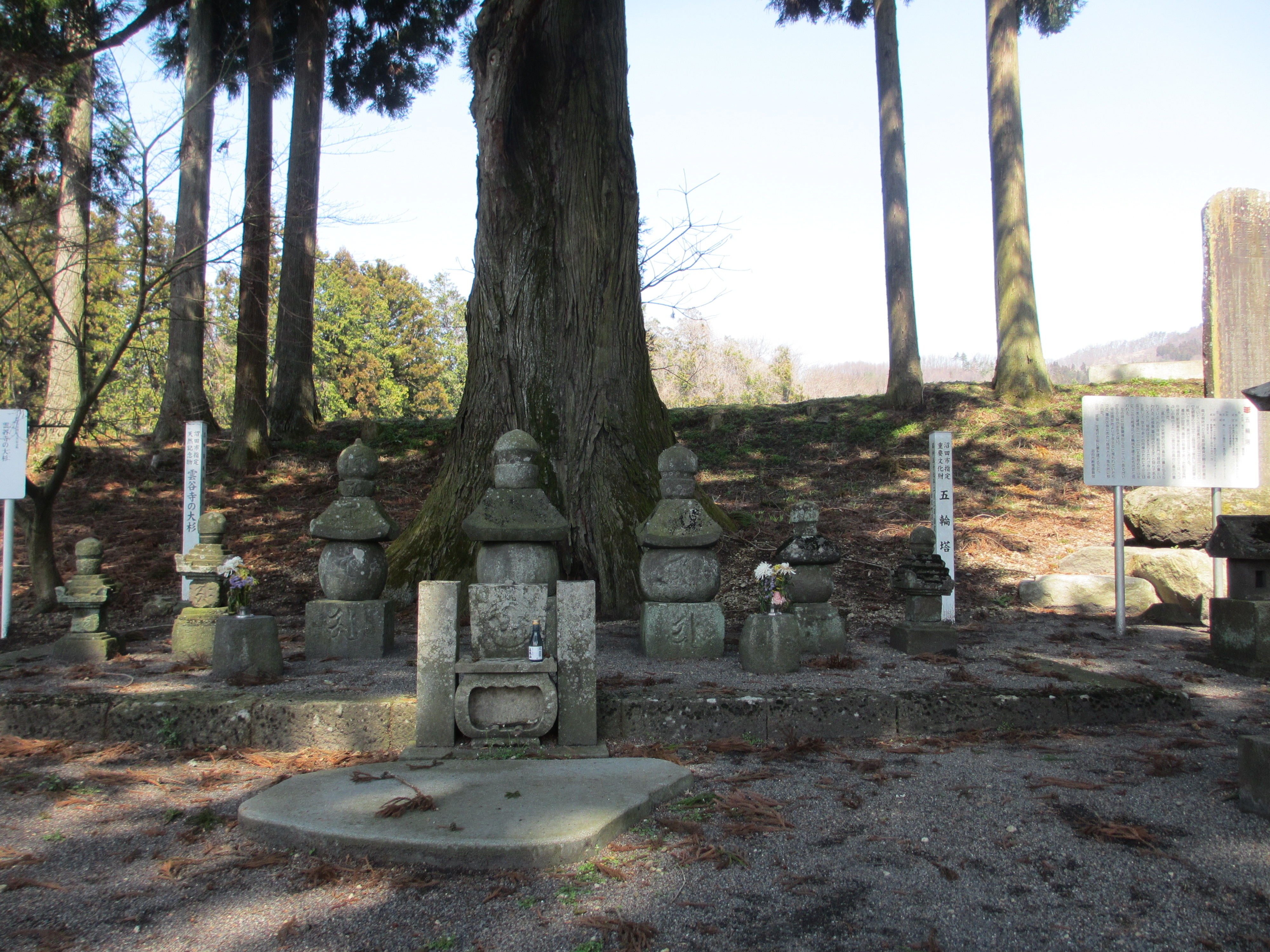
五輪塔

## 交通アクセス
- 路線バス白沢小学校前停留所より徒歩8分。